# Yariv Ramón Suárez Alfaro
Yariv Suárez Alfaro (n. Chiapas, México; 9 de febrero de 1999) es un futbolista Mexicano que juega en Club Futbol Pachuca de la primera división de México. Ha sido convocado al equipo U-15 de México en 4 partidos anotando en 2 de ellos, un total de 5 goles, 3 frente a Trinidad y Tobago, 1 frente a Costa Rica y el último a Croacia.

## Clubes
| Club    | País   | Año   | PJ (enlace roto disponible en Internet Archive; véase el historial, la primera versión y la última). | Goles |
| ------- | ------ | ----- | --- | ----- |
| Pachuca | México | 2011- | |       |